# Mary Reilly
Mary Reilly – amerykański horror z 1996 roku w reżyserii Stephena Frearsa, zrealizowany na podstawie powieści Valerie Martin. Film, tak jak i książka, jest wariacją historii o doktorze Jekyllu i panu Hydzie.

## Główne role
- Julia Roberts - Mary Reilly
- Glenn Close - Pani Farraday
- John Malkovich - Dr Jekyll/Pan Hyde
- George Cole - Pan Poole
- Michael Sheen - Bradshaw
- Michael Gambon - Ojciec Mary
- Linda Bassett - Matka Mary
- Bronagh Gallagher - Annie
- Ciarán Hinds - Sir Danvers Carew

## Nagrody i nominacje
Nagrody Saturn 1996
- Najlepsza charakteryzacja - Jenny Shircore, Peter Owen (nominacja)

Złota Malina 1996
- Najgorsza reżyseria - Stephen Frears (nominacja)
- Najgorsza aktorka - Julia Roberts (nominacja)